# Премия Лайнуса Полинга
Премия Лайнуса Полинга — награда за выдающиеся достижения в области химии. Присуждается ежегодно отделениями Американского химического общества в Пьюджет-Саунде Архивная копия от 27 сентября 2020 на Wayback Machine, Орегоне Архивная копия от 27 сентября 2020 на Wayback Machine и Портленде Архивная копия от 28 сентября 2020 на Wayback Machine и названа в честь американского химика Лайнуса Полинга (1901—1994), которому она была впервые вручена в 1966 году.
Ещё одна премия Лайнуса Полинга ежегодно присуждается химическим факультетом Государственного колледжа Буффало.

## Лауреаты штата Орегон
Источник: ACS Архивная копия от 12 мая 2021 на Wayback Machine
- 1966 — Лайнус Полинг
- 1967 — Манфред Эйген
- 1968 — Герберт Ч. Браун
- 1969 — Генри Эйринг
- 1970 — Гарольд К. Юри
- 1971 — Герхард Херцберг
- 1972 — Э. Брайт Уилсон[англ.]
- 1973 — Э. Дж. Кори
- 1974 — Роалд Хоффман
- 1975 — Пол Даути Бартлетт
- 1976 — Ф. Альберт Коттон
- 1977 — Джон Попл
- 1978 — Дадли Хершбах
- 1979 — Дэниел Кошланд
- 1980 — Джон Д. Робертс[англ.]
- 1981 — Генри Таубе
- 1982 — Джордж К. Пайментел
- 1983 — Гилберт Сторк
- 1984 — Джон С. Во[англ.]
- 1985 — Гарольд А. Шерага[англ.]
- 1986 — Гарри Б. Грэй
- 1987 — Харден М. Макконнелл[англ.]
- 1988 — Кит Инголд[англ.]
- 1989 — Нил Бартлетт
- 1990 — Джеймс П. Коллман[англ.]
- 1991 — Рудольф Маркус
- 1992 — Кеннет Б. Уиберг[англ.]
- 1993 — Ричард Зэйр
- 1994 — Джеймс А. Айберс[англ.]
- 1995 — Александр Рич
- 1996 — Кирьякос Николау
- 1997 — Ахмед Зевейл
- 1998 — Аллен Дж. Бард
- 1999 — Питер Б. Дерван
- 2000 — Габор Соморжай
- 2001 — Тобин Дж. Маркс
- 2002 — Джон И. Брауман[англ.]
- 2003 — Роберт Граббс
- 2004 — Мартин Карплус
- 2005 — Джордж Уайтсайдс
- 2006 — Питер Дж. Стэнг[англ.]
- 2007 — Жаклин Бартон
- 2008 — Томас С. Брюс[англ.]
- 2009 — Стивен Липпард
- 2010 — Павлос Аливизатос
- 2011 — Ларри Р. Далтон[англ.]
- 2012 — Роберт Кава
- 2013 — Чад Миркин
- 2014 — Стивен Бухвальд
- 2015 — Барри М. Трост[англ.]
- 2016 — Тимоти М. Суэгер[англ.]
- 2017 — Кристофер К. Камминс[англ.]
- 2018 — Джеральдин Ричмонд
- 2019 — Кэтрин Мёрфи
- 2020 — Пол Чирик[англ.]
- 2021 — награждение не производилось из-за пандемии COVID-19
- 2022 — Cynthia Burrows[англ.]
- 2023 — Laura Gagliardi[англ.]
- 2024 — Younan Xia[англ.]